# Tony Millington
Anthony Horace "Tony" Millington (5. juni 1943 - 5. august 2015) var en walisisk fodboldspiller (målmand). Han spillede en årrække hos Swansea City, og tilbragte også en stor del af karrieren i England, hvor han blandt andet repræsenterede West Bromwich Albion og Peterborough.
Millinton spillede desuden 21 kampe for Wales' landshold, som han debuterede for 20. oktober 1962 i et opgør mod Skotland.